# Ljungskile SK
Maillots
Dernière mise à jour : 11 mai 2023.
Le Ljungskile SK est un club de football suédois basé à Ljungskile, dans la commune d'Uddevalla. Il a évolué en première division pendant deux saisons : en 1997, puis en 2008.

## Historique
- 1994-1996 : Division 1 (D2)
- 1997 : Allsvenskan (D1) (16e, relégué automatiquement)
- 1998-2000 : Division 1 / Superettan (D2)
- 2001-2004 : Division 2 Västra Götaland (D3)
- 2005-2007 : Superettan (D2)
- 2008 : Allsvenskan (D1) (14e, relégué après barrage)
- depuis 2009 : Superettan (D2)